# Бркич, Желько
Желько Бркич (серб. Željko Brkić / Жељко Бркић; 9 июля 1986, Нови-Сад, СФРЮ) — сербский футболист, вратарь. Выступал за сборную Сербии.

## Карьера

### Клубная
Воспитанник школы Нови-Сада. Начинал карьеру в детстве в команде «Индекс», затем поступил в академию «Войводины». В основном составе клуба дебютировал в сезоне 2006/07, до этого выступал за «Пролетер» на правах аренды. Сыграл 117 матчей в «Войводине», в двух сезонах был её капитаном. В 2011 году подписал соглашение с «Удинезе», затем на правах аренды перешёл в «Сиену».

### В сборной
В составе сборной Сербии до 21 года дебютировал 7 июня 2007 в матче против Латвии. В составе команды готовился к Олимпиаде в Пекине, но в последний момент был исключён из состава. Сыграл на чемпионате Европы 2009 в Швеции, провёл три матча (все три игры Сербия проиграла). За сборную дебютировал 3 марта 2010 в игре против Алжира. Провёл пять игр, в том числе и скандально известный матч против Италии, сорванный сербскими фанатами.